# Philippe Hériat
Philippe Hériat (właśc. Raymond Payelle; ur. 15 sierpnia 1898 w Paryżu, zm. 10 października 1971 tamże)  – francuski pisarz oraz aktor filmowy i teatralny. Laureat Nagrody Renaudot w 1931 r. za powieść L'innocent oraz Nagrody Goncourtów w 1939 r. za powieść Les enfants gâtés. Jego inne sławniejsze powieści to m.in. Le Main tendue (1933), La Foire aux garçons (1934) czy Famille Boussardel (za którą otrzymał nagrodę Grand prix du roman de l'Académie française).

## Filmografia
- Le carnaval des vérités (1920), reż. Marcel L’Herbier[4]
- Le Miracle des loups (1924), reż. Raymond Bernard, jako Tristan l'Ermite[5]
- Mon coeur au ralenti (1928), reż. Marco de Gastyne, jako Comte Alfierini[6]
- Napoleon auf St. Helena (1929), reż. Lupu Pick, jako Gen. Bertrand[7]
- Détresse (1929), reż. Jean Durand[8]
- La merveilleuse vie de Jeanne d'Arc (1929), reż. Marco de Gastyne, jako Gilles de Rays[9]
- Le Sexe faible (1933), reż. Robert Siodmak, jako Philippe[10]
- Lucrèce Borgia (1935), reż. Abel Gance, jako Filippo[11]
- Divine (1935), reż. Max Ophüls, jako Lutuf-Allah[12]